# 川口幸範
川口 幸範（かわぐち ゆきのり、1979年4月3日 - ）は、日本の漫画家。長崎県出身。

## 経歴
- 第41回天下一漫画賞 最終候補まであと一歩。
- 第49回天下一漫画賞 最終候補まであと一歩。
- 第56回天下一漫画賞 『超絶籠戯』で最終候補。
- 第59回天下一漫画賞 最終候補まであと一歩。
- 第64回天下一漫画賞 『ラジコンマン』で編集部特別賞受賞。
- 第68回天下一漫画賞 『超絶籠戯』で審査員特別賞受賞。
- 第77回天下一漫画賞 『発進!!ストイック兵器ブサイボーグ!!』で審査員特別賞受賞。
- 第8回ジャンプ十二傑新人漫画賞 最終候補まであと一歩。
- 第13回ジャンプ十二傑新人漫画賞 『師匠とぼく』で十二傑賞受賞。
- 『週刊少年ジャンプ』2004年51号に掲載された『師匠とぼく』でデビュー。
- 『週刊少年ジャンプ』2005年51号に『プロジェクト・ヒメジマ』を掲載。
- 『赤マルジャンプ』2007SUMMERに『小牟田鐘 闘ウ日記』を掲載。
- 『週刊少年ジャンプ』2009年14号より、『フープメン』を連載開始。初連載。同年31号で連載終了。
- 『グランドジャンプPREMIUM』 2018年9月号より、『HOTELIER-ホテリエ-』を連載開始。
- 『週刊ヤングマガジン』2019年13号より、『キッズファイヤー・ドットコム』（原作：海猫沢めろん）を連載開始。同年51号で連載終了。

## 人物・作風
- 趣味は遠泳[1]。
- 好きな漫画は『柔道部物語』（小林まこと）[1]。
- 作風としてはいわゆる「格闘もの」の作品が多いが、初連載の『フープメン』はバスケットボールを題材とした作品である。
- 村田雄介のもとでアシスタントをしていた。

## 作品
- 師匠とぼく - 第13回十二傑新人漫画賞十二傑賞受賞作、31P
- プロジェクト・ヒメジマ - 31P
- 小牟田鐘（こむたあつむ） 闘ウ日記 - 47P
- フープメン（週刊少年ジャンプ2009年14号 - 2009年31号）全2巻
- カクバナ（赤マルジャンプ2010WINTER）
- JUDO ODD（少年ジャンプNEXT!2013SUMMER）
- HOTELIER-ホテリエ-（原作：城アラキ、グランドジャンプPREMIUM2018年9月号 - 11月号、グランドジャンプむちゃ2019年1月号 - 2020年7月号）全2巻
- キッズファイヤー・ドットコム（原作：海猫沢めろん、週刊ヤングマガジン2019年13号 - 2019年51号）全3巻

## 師匠
- 村田雄介
- 近藤信輔